# Pender (Nebraska)
Pender ist eine Gemeinde in Thurston County im US-Bundesstaat Nebraska. Die Gemeinde Pender liegt innerhalb des Indianerreservats des Stammes der Omaha, obwohl sie mehrheitlich von Weißen bewohnt wird. Um die Zugehörigkeit der Gemeinde zum Indianerreservat gab es jahrzehntelang juristische Auseinandersetzungen. Der Oberste Gerichtshof der Vereinigten Staaten wurde von der Gemeinde angerufen, um diese Frage zu klären. In einer wegweisenden Entscheidung entschied das Gericht, dass Pender weiterhin Bestandteil des Reservats ist, obwohl das Gebiet 1882 an weiße Siedler verkauft wurde und von Weißen bewohnt wird und der Stamm über 100 Jahre keinerlei Aktivitäten in diesem Gebiet entwickelt hat. Das Urteil ging unter dem Namen Nebraska v. Parker in die Geschichte der Vereinigten Staaten ein. Im Verfahren vertrat der Bundesstaat Nebraska die Ansicht der Gemeinde Pender. Der Stamm wurde von der Bundesregierung vertreten. Das Urteil stärkte die Ansprüche und Rechte der indigenen Bevölkerung der Vereinigten Staaten enorm und stärkte auch die Rechte der Bundesregierung gegenüber den Bundesstaaten.

## Name
Die Gemeinde ist nach dem schottischen Geschäftsmann und Politiker John Pender (1816–1896) benannt, einem Pionier der elektrischen Telegrafie. Er war einer der Gründer der Eastern Telegraph Company, der späteren Cable & Wireless, und Präsident der Chicago, St. Paul, Minneapolis and Omaha Railroad.

## Geschichte

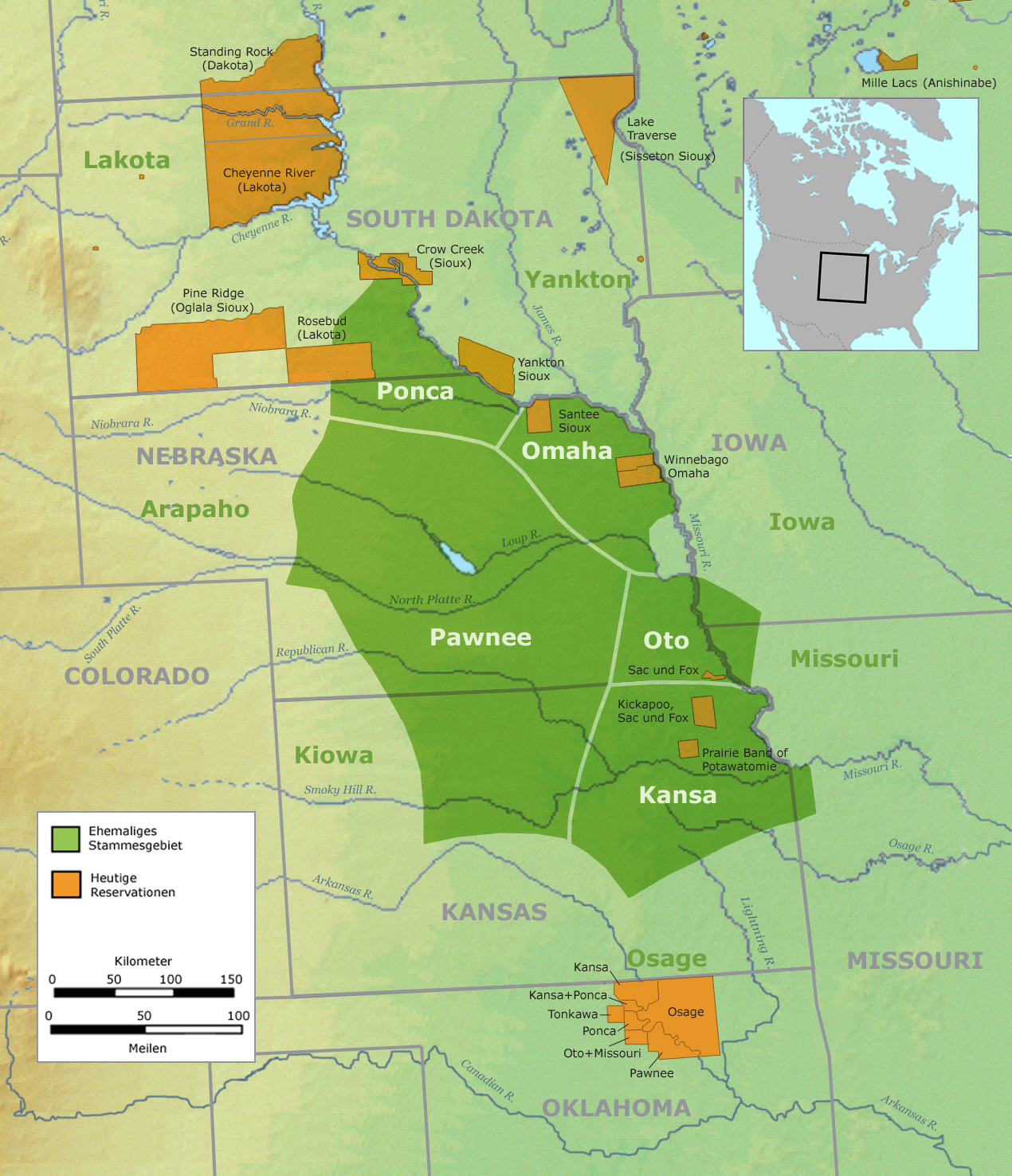
Ehemaliges Stammesgebiet der Omaha und Lage der heutigen Indianerreservate (Die Karte ist nicht mehr aktuell weil das östliche Oklahoma 2020 den Stämmen zugesprochen wurde)

Im späten 17. Jahrhundert wanderten die Omaha-Indianer in das Gebiet des heutigen Nebraska ein. Ursprünglich waren die Omaha in Virginia, North Carolina und South Carolina beheimatet. Die Omaha waren Jäger und Bauern. Sie lebten in festen Dörfern. Nur zur Jagdsaison wurden sie zu Nomaden. 1856 verkauften die Omaha einen Großteil ihres Landes an die Regierung der USA und stimmten einem Umzug in das heutige Reservat am Missouri River zu. Sie reservierten sich 300.000 Acre Land für ihre eigene Nutzung. Die Grenzen des Reservats wurden durch einen Vertrag zwischen den USA und dem Stamm abgesichert. 1865 verkauften sie Teile ihres Landes an die Winnebago, die ein eigenes Reservat nördlich der Omaha erhielten. Auch dieser Verkauf wurde mit einem Vertrag zwischen den Vereinigten Staaten und den Stämmen abgesichert, dem Omaha Treaty. 1869 wurde eine Eisenbahn durch das Reservatsgebiet errichtet. 1872 versuchte der Stamm 50.000 Acre Land, die westlich der neuen Eisenbahnlinie lagen, zu verkaufen. Nachdem der amerikanische Kongress 1871 die Verabschiedung neuer Verträge zwischen den Indianerstämmen und der US-Regierung verhindert hatte, wurde der Verkauf durch ein Gesetz, vorbereitet vom Innenministerium und beschlossen 1882, vom Kongress abgesegnet. Der Geschäftsmann W. E. Peebles kaufte im selben Jahr ein Stück Land von der US-Regierung westlich der Eisenbahnlinie und gründete 1885 die Gemeinde Pender. Andere weiße Siedler kauften weitere Stücke Land westlich der Eisenbahn.
1895 gab es in Pender zwei Banken, das Peebles Hotel, eine Apotheke, mehrere Gemischtwarengeschäfte, eine Möbel- und eine Kohlenhandlung. Auch eine Pferderennbahn und ein Opernhaus waren vorhanden. 1912 wurde ein Kino errichtet. Aufgrund der Trennung durch die Eisenbahnlinie unternahm der Omaha-Stamm keinerlei Aktivitäten in diesem Gebiet. Stammesmitglieder lebten nicht dort. Die Verwaltung, Polizei und das Gerichtswesen übernahmen der Staat Nebraska und das County. Organisatorisch gehörte das Gebiet ursprünglich zu Dakota County, später dann zum neu gegründeten Thurston County. Pender wurde als erste Gemeinde des County dessen Verwaltungszentrum. Die Stammesregierung hatte ihren Sitz in Macy am Missouri und konzentrierte ihre Aktivitäten östlich der Eisenbahn.
Das änderte sich 2006. In diesem Jahr beschloss der Omaha-Stamm eine Steuer von 10 % auch auf die Geschäfte in Pender anzuwenden. Darüber hinaus verlangte er eine Lizenz für den Verkauf von Alkohol auf Reservatsgebiet. Je nach Art des Verkaufs sollte sie 500, 1000 oder 1500 Dollar pro Jahr betragen. Für Nichtzahlung wurde eine Strafe in Höhe von 10.000 Dollar angedroht. Von dieser Regelung waren 10 Geschäfte, Clubs und Bars in Pender betroffen. Die Eigentümer wehrten sich gegen die Gebühren und Steuern. Bundesgesetze erlaubten es den Indianer-Nationen, den Verkauf von Alkohol auf Reservatsgebieten zu verbieten, einzuschränken oder zu versteuern. Die Einführung solcher Regeln muss vom Innenministerium der Vereinigten Staaten genehmigt werden. Dem Omaha-Stamm lag und liegt eine solche Genehmigung des Innenministers vor. Die Regulierung des Alkoholverkaufs durch den Stamm war dadurch rechtens. Die Gemeinde Pender solidarisierte sich mit den Geschäftsinhabern, ebenso der Staat Nebraska. Sie zogen vor Gericht mit der Begründung, dass Pender weder Teil eines Indianergebietes sei noch Bestandteil der Omaha-Reservation.
Am 20. Januar 2016 wurde der Fall vor dem Obersten Gerichtshof verhandelt. Auf der einen Seite standen die Alkoholverkäufer und die Gemeinde Pender, die vom Staat Nebraska vertreten wurden, auf der anderen Seite die Omaha-Nation, die von der Bundesregierung vertreten wurde. Bei Indianerreservaten handelt es sich um Gebiete, deren Eigentümer offiziell die Bundesregierung oder genauer das Bureau of Indian Affairs ist. Es ging um die Streitfrage, wo die Grenze zwischen dem Staat Nebraska und dem Bundesgebiet verläuft. Das Oberste Gericht von Nebraska hatte in der Vergangenheit entschieden, die Eisenbahnlinie bilde die westliche Grenze des Indianerreservats. Das Oberste Gericht sah das anders und verkündete am 22. März 2016 sein Urteil. Zwar hätten sich die Besitzverhältnisse durch den Kauf durch die Bundesregierung 1882 geändert. Das hätte aber keinen Einfluss auf die Souveränitätsrechte des Indianerstammes gehabt. Nur ein Vertrag zwischen den zwei Nationen hätte zu einer Grenzänderung geführt. Pender liegt weiterhin juristisch gesehen unter der Kontrolle der Omaha-Nation und nicht des Staats Nebraska. Der Verkauf von Stammesgebiet an weiße Siedler durch die Bundesregierung führte nicht zu einem Transfer von Rechten an den Staat Nebraska. Auch sind die Bundesstaaten nicht berechtigt, Grenzkorrekturen zwischen Staat und Nationen vorzunehmen. Das steht allein der Bundesregierung und den Stämmen einvernehmlich zu.
Diese Entscheidung war wegweisend. 2020 entschied ein Bundesgericht in Washington aufgrund dieses Urteils, dass die östliche Hälfte von Oklahoma Stammes und Reservatsgebiet sei. Damit wurde ein Großteil der Großstadt Tulsa zu Stammesgebiet erklärt.
Für viele Bewohner der Vereinigten Staaten kam das Urteil wie ein Schock. Die Washington Post fasste es wie folgt zusammen: “People may still be in a bit of a shock trying to wrap their minds around the implications of this,” said Lindsay Robertson of the University of Oklahoma’s Center for the Study of American Indian Law and Policy. “People are thinking of who has the power to tax, who is the zoning authority now, and if I’m going to sue somebody, do I file in tribal court or state court?”
Bürger machen sich Gedanken, wer in Zukunft das Recht Steuern zu erheben habe und wer die weitere Entwicklung der Gebiete plane. An wen ist sich zu wenden, um jemanden zu verklagen, an ein Gericht des Bundesstaates oder an ein Gericht des Stammes?